# Maskat
Maskat (arab. ‏مسقط‎ Masqaṭ) – stolica i największe miasto Omanu, położone w północnej części kraju.
Liczba ludności w 2015 roku wynosiła 1,3 miliona, z czego połowa to imigranci. Powierzchnia – 3500 km². Przez miasto przechodzi główna droga kraju Maskat – Salala. Na wschód znajduje się Zatoka Omańska (Morze Arabskie).
W Maskacie znajdują się wszystkie najważniejsze instytucje kraju oraz pałac sułtana Omanu. Główną atrakcją turystyczną stolicy jest nadmorska dzielnica Matrah z tradycyjnym bazarem (suk) oraz dzielnica Stary Maskat, gdzie znajduje się pałac sułtana i nowo zbudowane Muzeum Narodowe. 

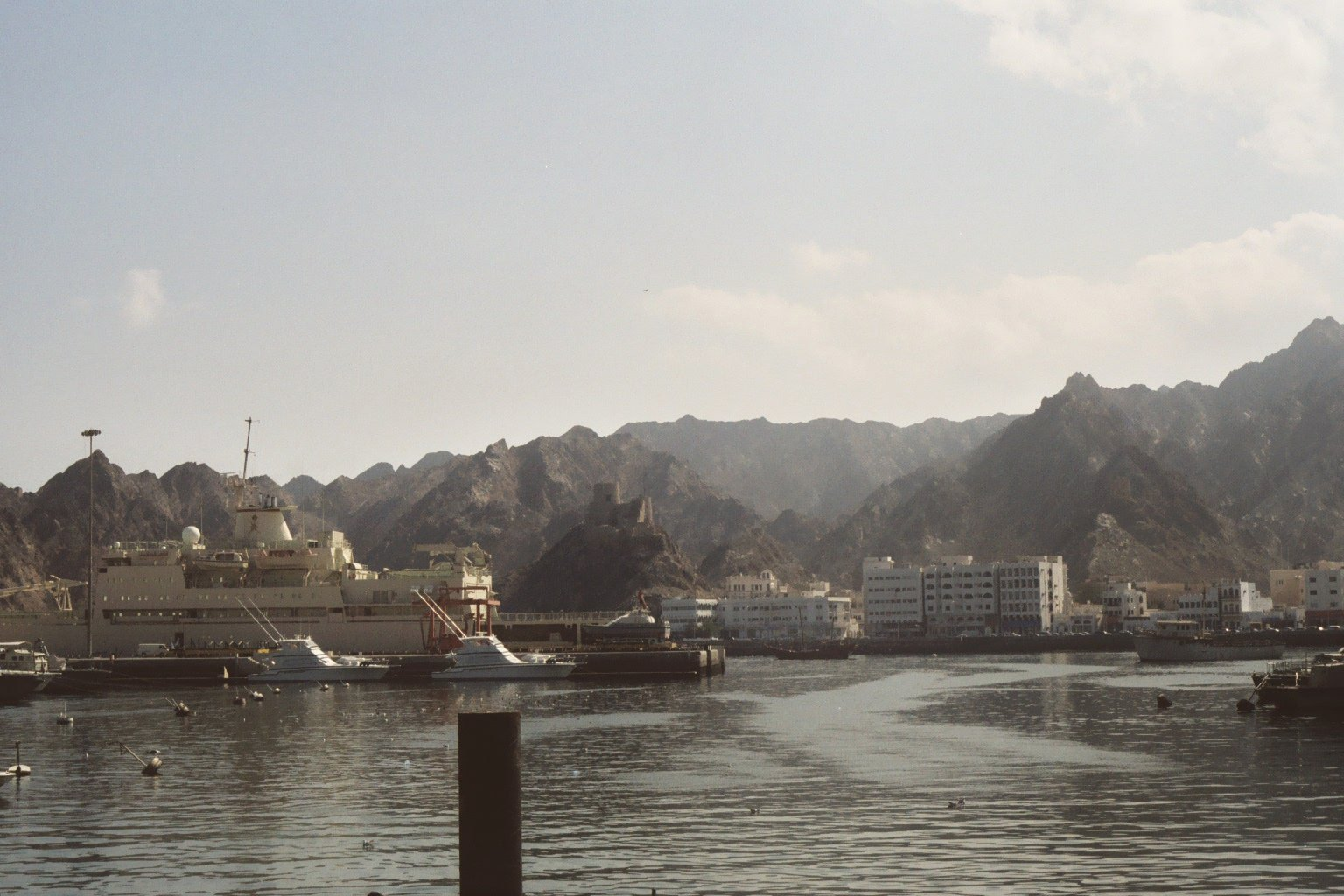
Maskat od strony morza

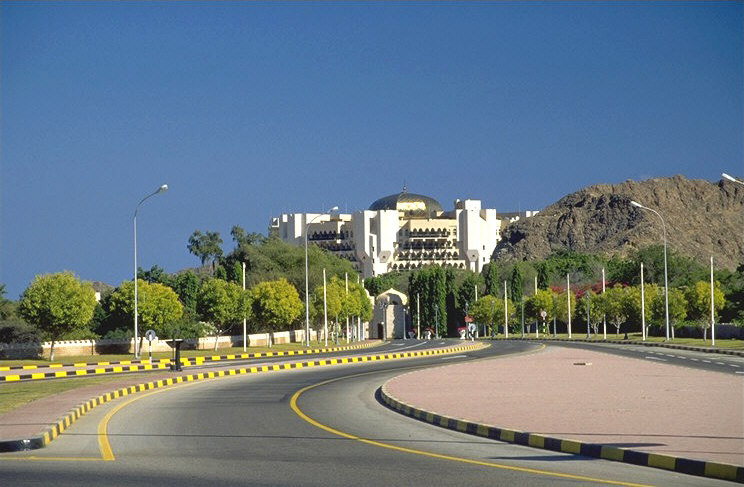
Centrum Maskatu

W Maskacie urodziła się Isla Fisher, australijska aktorka.
20 kwietnia 2018 roku w Maskacie zmarł jeden z czołowych twórców muzyki elektronicznej Avicii.

## Miasta partnerskie
- Akhisar
- Amman